# Heterostegane subtessellata
Heterostegane subtessellata är en fjärilsart som beskrevs av Walker 1862. Heterostegane subtessellata ingår i släktet Heterostegane och familjen mätare. Inga underarter finns listade i Catalogue of Life.